# Athletic Club (São João del-Rei)
Actualités
L'Athletic Club ou simplement Athletic est un club brésilien de football basé dans la ville de São João del-Rei, dans l'État de Minas Gerais.

## Histoire
Le club est fondé le 27 juin 1909 sous le nom Atlético Futebol Clube. En août 2013 le club est renommé Athletic Club.
En 2018, le club devient professionnel et dispute la troisième division du championnat du Minas Gerais de football où il termine vice-champion et est promu en deuxième division de l'État. En 2020, il est promu dans le championnat du Minas Gerais (Campeonato Mineiro). Le club termine à la 8e place et assure son maintien. Lors de la saison 2022, le club termine à la deuxième place derrière l'Atlético Mineiro mais devant le Cruzeiro. Il perdra contre ce dernier lors des demi-finales du championnat et sera classé à la troisième place au classement général ce qui lui assure une participation à la Copa Brasil 2023 et à la Serie D, la quatrième division du Brésil.
En 2023, en Serie D le club termine en tête de son groupe et atteint les demi-finales, ce qui lui assure une nouvelle promotion.
En 2024 en Serie C, la troisième division brésilienne, l'Athletic termine comme vice-champion et avec encore une nouvelle promotion.
En 2025, l'Athletic joue en Serie B en étant passé en trois ans de la quatrième à la deuxième division.